# إلين سبيرو
إلين سبيرو (بالإنجليزية: Ellen Spiro)‏ هي مصورة سينمائية ومخرجة أمريكية، ولدت في 1968 في نيو برونزويك في كندا.

## وصلات خارجية
- إلين سبيرو على موقع IMDb (الإنجليزية)
- إلين سبيرو على موقع أول موفي (الإنجليزية)
- إلين سبيرو على موقع قاعدة بيانات الفيلم (الإنجليزية)
- إلين سبيرو على موقع كينوبويسك (الروسية)